# Elyne Boeykens
Elyne Boeykens (3 april 1991) is een Belgisch tennisster en padelster.

## Levensloop
Op het wereldkampioenschap padel van 2021 te Doha werd ze met het Belgisch team zesde. Een jaar later - op het WK van 2022 te Dubai - behaalde ze met de Belgische equipe een vierde plaats.
Boeykens is afkomstig uit Merksem en aangesloten bij TC Forest Hills. Ook komt ze met TK Blau-Weiß Aachen uit in de Duitse Bundesliga.